# Intercambiador Iyokomatsukita
El Intercambiador Iyokomatsukita (いよ小松北インターチェンジ Iyokomatsukita-intāchenji?) es un intercambiador que se encuentra en lo que fue el Pueblo de Komatsu del Distrito de Shuso (en la actualidad es parte de la Ciudad de Saijo) de la Prefectura de Ehime. Es la última salida de la Autovía Imabari-Komatsu en dirección a la Autovía de Matsuyama, en sentido de circulación contrario es la primera entrada de la Autovía Imabari Komatsu.

## Características
Es un intercambiador parcial que sólo permite entrar para dirigirse hacia la Ciudad de Imabari o salir de la Autopista Imabari-Komatsu viniendo de la Ciudad de Imabari. Se complementa con el Intercambiador Iyokomatsu, ubicado más al sur.

## Cruces importantes
- Ruta Nacional 11 (no en forma directa)
- Ruta Nacional 196 (no en forma directa)

## Intercambiador anterior y posterior
- Autovía Imabari-Komatsu (hacia y desde Imabari)

Empalme Iyokomatsu << Intercambiador Iyokomatsukita >> Intercambiador Toyotanbara